# Hotel Pod Różą w Krakowie
Hotel Pod Różą (także Kamienica Provanowska, Kamienica Średzka) – zabytkowy hotel, znajdujący się w Krakowie, na Starym Mieście na rogu ulic: Floriańskiej 14 i św. Tomasza 16.

## Historia
Budynek został wzniesiony około 1300 na planie litery L. U schyłku średniowiecza przeszedł przebudowę, przybierając kształt okazałej kamienicy o charakterze pałacowym. W XVI wieku był własnością rodziny Provanów. W połowie XVI wieku został przebudowany w stylu renesansowym. W końcu XVI wieku należał do kasztelana bieckiego A. Dembińskiego, w połowie XVII wieku do starosty średzkiego P. Grudzińskiego, a w latach 1723–1731 do marszałka wielkiego koronnego Józefa Wandalina Mniszcha. W 1750 kamienica uległa częściowemu zniszczeniu. W II połowie XVIII wieku została wyremontowana przez A. Burczyńskiego, nadbudowano wówczas trzecie piętro, wzniesiono jednopiętrową oficynę tylną i drewniane zabudowania gospodarcze. W latach 1799–1823 należała do J. Szydłowskiego, który zaadaptował ją na oberżę, zwaną Domem Zajezdnym Szydłowskiego. W 1807 oberżę przekształcono w Hotel de Russie. Na początku XIX wieku budynek został przebudowany w stylu neoklasycystycznym według projektu Józefa Le Bruna. W latach 20. XIX wieku przeszedł kolejną przebudowę, którą kierował Szczepan Humbert. W latach 1829–1855 był własnością H. Meciszewskiego. W 1864 zmieniono nazwę obiektu na Hotel Pod Różą. W latach 1883–1920 należał do F. Starzewskiej, z której inicjatywy przeprowadzono prace konserwatorsko-modernizacyjne. W czasie II wojny światowej został zajęty przez niemieckich urzędników. W 1950 został nacjonalizowany i zaadaptowany na siedzibę Dyrekcji Hoteli Miejskich, a następnie Krakowskiego Przedsiębiorstwa Turystycznego "Wawel-Tourist". W latach 1970–1979 został odremontowany według projektu przygotowanego przez Miejskie Biuro Projektów, m.in. założono szklane galerie na elewacjach od strony podwórza, wymieniono wyposażenie i zaadaptowano piwnice. W 1998 przykryto podwórze szklanym dachem.
W hotelu gościli m.in.: wielki książę Konstanty Romanow (18 listopada 1805), car Aleksander I Romanow (10 grudnia 1805) oraz Ferenc Liszt (1843).

## Architektura
Kamienica ma cztery kondygnacje. Składa się z trzech skrzydeł, z których dwa posiadają elewacje frontowe. Elewacja od strony ulicy Floriańskiej jest sześcioosiowa, a od strony ulicy św. Tomasza czternastoosiowa. W trzeciej osi elewacji od strony ulicy Floriańskiej znajduje się renesansowy portal, ozdobiony kolumnami w porządku kompozytowym, pełnoplastycznymi rzeźbami dwóch postaci, z których jedna trzyma krzyż, a druga miecz oraz łacińską inskrypcją: "STET DOMUS HAEC, DONEC FLUCTUS FORMICA MARINOS EBIBET ET TOTUM TESTUDO PERAMBULET ORBEM" (pl. Niech dom ten przetrwa w tak odległe lata, dopóki mrówka morza nie wypije, a żółw całego nie obieży świata). Okna pierwszego i drugiego piętra zostały ozdobione gzymsami i fryzami.

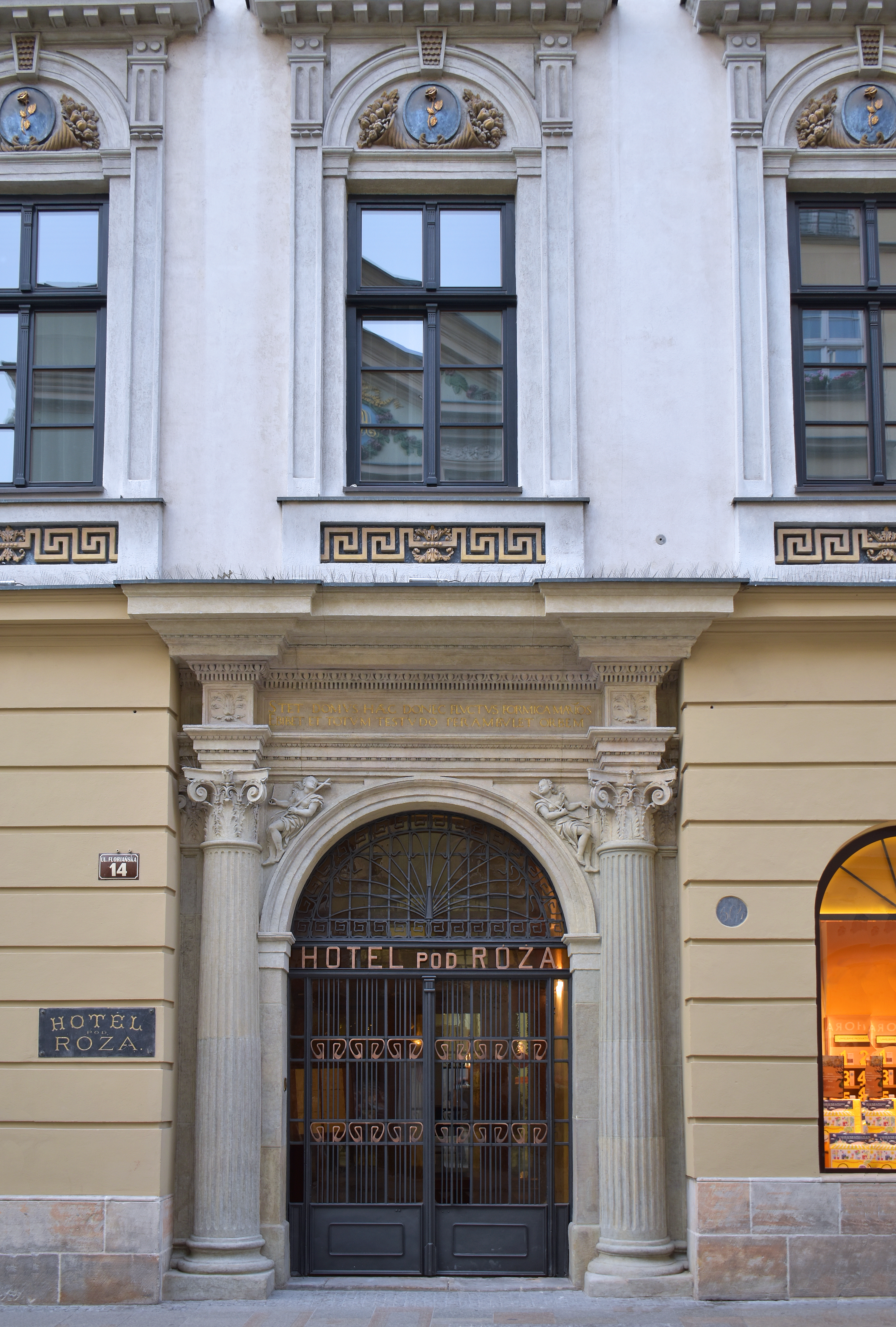
Renesansowy portal i złota róża, symbol hotelu.